# Kovy
Karel Kovář, znany jako Kovy (ur. 11 września 1996 w Pardubicach) – czeski youtuber.
Działalność w serwisie YouTube rozpoczął w 2012 roku. Na swoim głównym kanale (Kovy) ma 951 tys. subskrybentów (marzec 2024). Najczęściej oglądane wideo na jego kanale to parodia piosenki „Despacito“, która osiągnęła 13 mln wyświetleń. Kanał Kovy zebrał łącznie ponad 250 mln odsłon.
W swojej twórczości łączy elementy rozrywkowe z komentarzem aktualnych tematów, np. problemów politycznych lub społecznych.
W 2018 roku podjął współpracę ze stacją telewizyjną Seznam, gdzie prowadził program V centru. Uplasował się na 17. miejscu w zestawieniu najbardziej wpływowych Czechów w mediach społecznościowych (2016), opublikowanym przez „Forbes”